# Xue Changrui
Xue Changrui (chiń. 薛长锐; ur. 31 maja 1991) – chiński lekkoatleta, skoczek o tyczce.
Złoty medalista mistrzostw Azji z Pune (2013). W 2014 zdobył złoto igrzysk azjatyckich w Inczon. Stawał na podium mistrzostw Chin. Czwarty zawodnik mistrzostw świata z wynikiem 5,82 m (nowy rekord Chin).
Rekordy życiowe: stadion – 5,82 (8 sierpnia 2017, Londyn), były rekord Chin; hala – 5,81 (16 stycznia 2016, Orlean), rekord Chin.

## Osiągnięcia
| Rok  | Impreza                   | Miejsce        | Lokata      | Wynik |
| ---- | ------------------------- | -------------- | ----------- | ----- |
| 2013 | Mistrzostwa Azji          | Pune           | 1. miejsce  | 5,60  |
| 2013 | Mistrzostwa świata        | Moskwa         | 12. miejsce | 5,50  |
| 2014 | Halowe mistrzostwa świata | Sopot          | 5. miejsce  | 5,75  |
| 2014 | Puchar interkontynentalny | Marrakesz      | 2. miejsce  | 5,65  |
| 2014 | Igrzyska azjatyckie       | Inczon         | 1. miejsce  | 5,55  |
| 2016 | Igrzyska olimpijskie      | Rio de Janeiro | 6. miejsce  | 5,65  |
| 2017 | Mistrzostwa świata        | Londyn         | 4. miejsce  | 5,82  |
| 2018 | Halowe mistrzostwa świata | Birmingham     | 11. miejsce | 5,60  |